# Coppa delle Alpi 1972
La Coppa delle Alpi 1972 è stata la dodicesima edizione del torneo. Vi hanno partecipato le squadre del campionato francese e svizzero.
Ad aggiudicarsi la competizione fu il Nîmes, che vinse 7-2 la finale disputata contro il Bordeaux.

## Squadre partecipanti
- Basilea
- Bastia
- Bordeaux
- Losanna
- Nîmes
- Olympique Lione
- Servette
- Sion

## Fase a gironi

### Gruppo A
| Squadra #1 | Ris. | Squadra #2 |
| ---------- | ---- | ---------- |
| Nîmes      | 4-0  | Sion       |
| Losanna    | 1-0  | Bastia     |
| Sion       | 1-0  | Bastia     |
| Nîmes      | 2-1  | Losanna    |
| Losanna    | 1-0  | Bastia     |
| Nîmes      | 3-3  | Sion       |
| Bastia     | n.d. | Sion       |
| Nîmes      | 1-0  | Losanna    |

| Squadra    | Punti | G | V | N | P | GF | GS | DR |
| ---------- | ----- | - | - | - | - | -- | -- | -- |
| 1. Nîmes   | 7     | 4 | 3 | 1 | 0 | 10 | 4  | +6 |
| 2. Losanna | 4     | 4 | 2 | 0 | 2 | 3  | 3  | 0  |
| 3. Sion    | 3     | 3 | 1 | 1 | 1 | 4  | 7  | −3 |
| 4. Bastia  | 0     | 3 | 0 | 0 | 3 | 0  | 3  | −3 |

### Gruppo B
| Squadra #1      | Ris. | Squadra #2      |
| --------------- | ---- | --------------- |
| Bordeaux        | 1-3  | Basilea         |
| Olympique Lione | 4-0  | Servette        |
| Olympique Lione | 1-0  | Basilea         |
| Bordeaux        | 7-3  | Servette        |
| Basilea         | 3-4  | Bordeaux        |
| Servette        | 5-1  | Olympique Lione |
| Servette        | 0-2  | Bordeaux        |
| Basilea         | 3-2  | Olympique Lione |

| Squadra            | Punti | G | V | N | P | GF | GS | DR |
| ------------------ | ----- | - | - | - | - | -- | -- | -- |
| 1. Bordeaux        | 6     | 4 | 3 | 0 | 1 | 14 | 9  | +5 |
| 2. Basilea         | 4     | 4 | 2 | 0 | 2 | 9  | 8  | +1 |
| 3. Olympique Lione | 4     | 4 | 2 | 0 | 2 | 8  | 8  | 0  |
| 4. Servette        | 2     | 4 | 1 | 0 | 3 | 8  | 14 | −6 |

## Finale
| Nîmes 1º luglio 1972 | Nîmes     | 7 – 2                | Bordeaux | (3471 spett.) |
| \| \| \| \| \| Canetti 57’ Vergnes 63’, 88’, 89’ Mathieu 78’, 82’ Dell'Oste 86’ \| Marcatori \| 20’ Giresse 73’ Lipo \| |           |                      |          |               |
| |           |                      |          |               |
| Canetti 57’ Vergnes 63’, 88’, 89’ Mathieu 78’, 82’ Dell'Oste 86’                                                        | Marcatori | 20’ Giresse 73’ Lipo |          |               |